# Compaq SystemPro

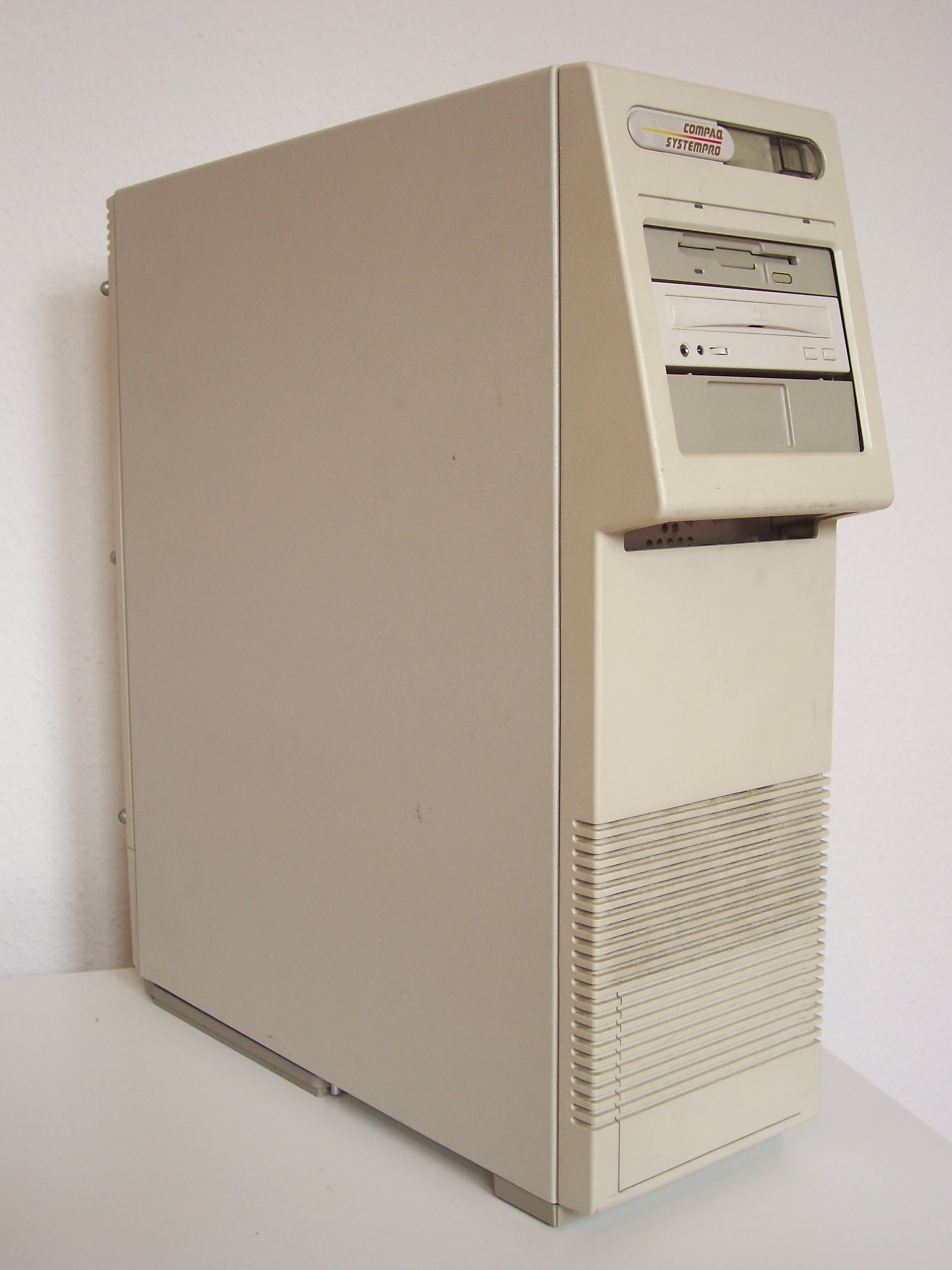
Servergehäuse eines SystemPro

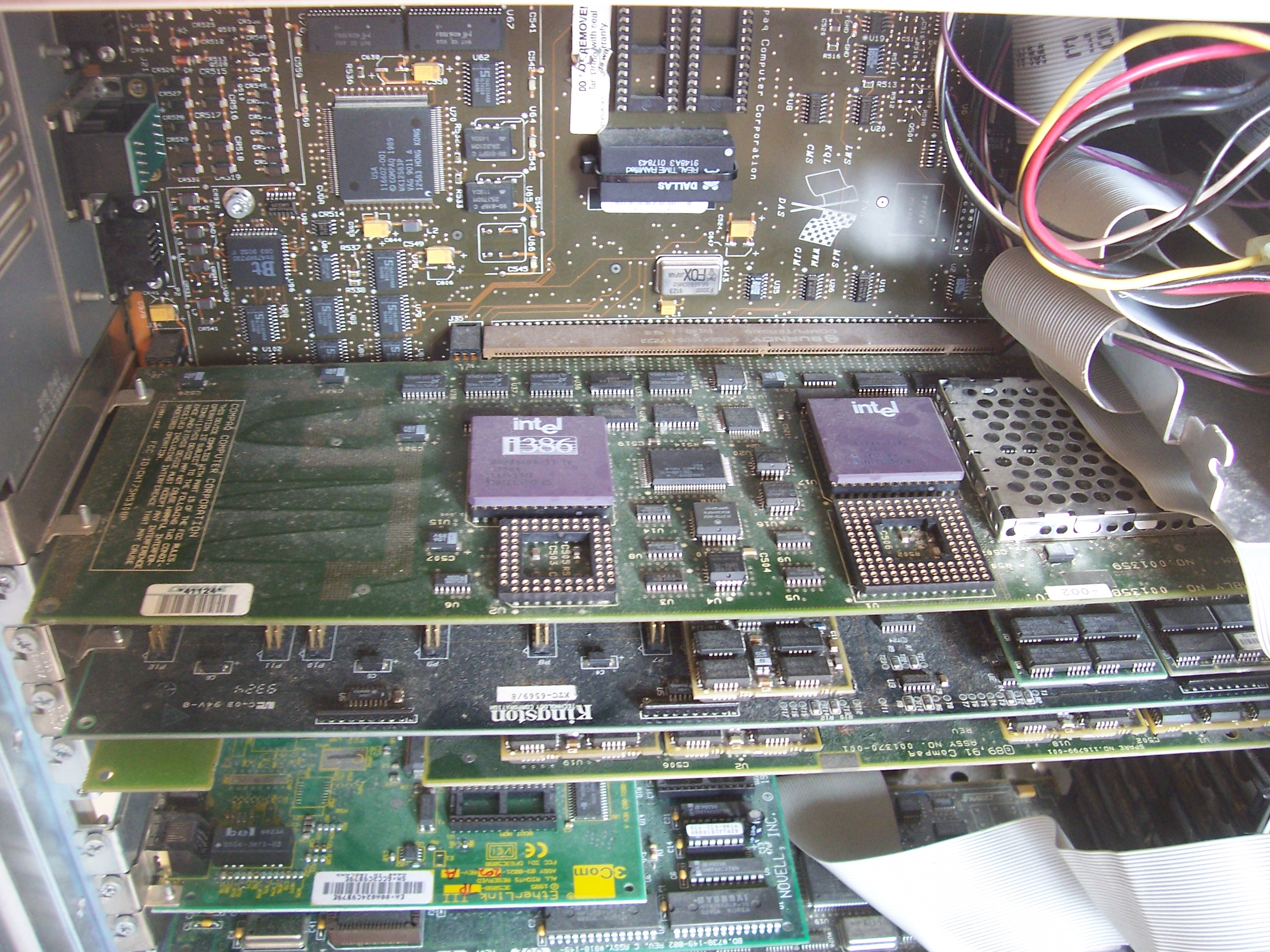
Innenansicht eines SystemPro, Blick auf die CPU-Steckkarte

Der Compaq SystemPro gilt als einer der ersten x86-basierten Server.
Der SystemPro wurde im November 1989 von Compaq vorgestellt und sollte als Dateiserver die zuvor für diese Aufgabe verwendeten Minicomputer ablösen. Das System unterstützte asymmetrisches Multiprocessing, sodass Serverprozesse auf die zweite CPU ausgelagert werden konnten. Unterstützt wurden bis zu zwei 386- oder 486-Prozessoren. Darüber hinaus enthielt das System ein proprietäres RAID-System und unterstützte den seinerzeit neuen EISA-Bus. Die Preise lagen zwischen 33.500 und 55.000 DM (nach heutiger Kaufkraft zwischen 35.000 und 57.500 Euro).
Einige Hersteller fertigten aufgrund des großen Erfolgs des SystemPro Klone des Systems an. Der SystemPro wurde zunächst durch den SystemPro XL im Oktober 1992 und anschließend durch die Server der ProLiant-Reihe ersetzt.
Neben einer speziell angepassten Version von SCO Unix unterstützten vor allem Anwendungen wie Microsofts LAN Manager den SystemPro. Letztmals unterstützte noch Windows NT 3.1 den SystemPro.